# Zhoř (Skuteč)
Zhoř je vesnice, část města Skuteč v okrese Chrudim. Nachází se asi 4 km na východ od Skutče.
Zhoř leží v katastrálním území Hněvětice o výměře 4,35 km2.

## Historie
Název obce označuje místo, kde se pálilo, vypalovalo při kolonizaci. Písemně se připomíná k roku 1392. Urbář Rychmburské rychty uvádí k roku 1651 čtyři sedláky a tři chalupníky, avšak dle berní ruly 1654 stálo tam již 10 gruntů, jejichž pole obdělávalo 32 obyvatel starších dvanácti let. Žádné stavení není popisováno jako sešlé či opuštěné. Ve třicátých letech 18. století je uváděno 29 domů a téměř 200 obyvatel. Roku 1848 je Zhoř spolu s osadou Borek připojena k Hněvěticím. Je jednou z mála vsí v republice, kde v padesátých letech 20. století neproběhla kolektivizace.
V roce 2009 zde bylo evidováno 72 adres. V roce 2001 zde trvale žilo 54 obyvatel.

## Pamětihodnosti
V obci je kromě řady selských stavení kříž z roku 1893 a kaplička postavená v letech 1935 až 1939 se zvonem z roku 1947. Kaple je zasvěcena Panně Marii Pomocné. Kapli i s novým zvonem 2. července 1948 slavnostně vysvětil, za účasti občanů ze Skutče a okolí i z Prahy (kteří si mohli i sami zazvonit), 22. biskup královéhradecký Mořic Pícha. Obcí protéká říčka Novohradka (tzv. Splav), od Skutče ji oddělují lesy Borek a Malhošť. V lese Borku se nacházejí přírodní zvláštnosti (tzv. „cukrový mlýn“, výrazné kořeny staletých borovic, kamenné tůně u Splavu, studánka v pařezu aj.). Na kraji lesa u silnice k městu Skutči se nalézá kamenný sloup, původní kilometrovník z 18. století.

## Galerie

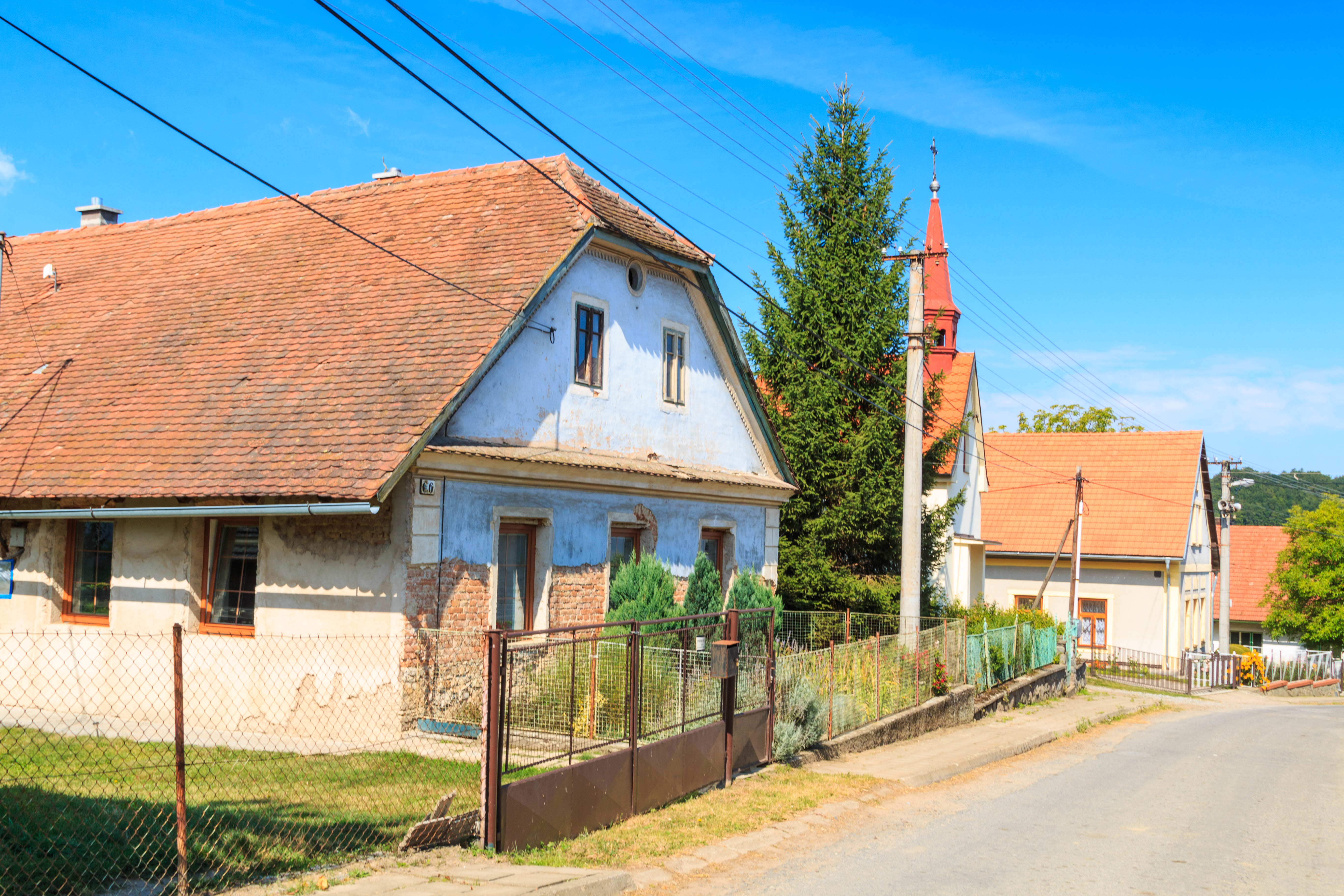
Zhoř u Skutče – č. 6
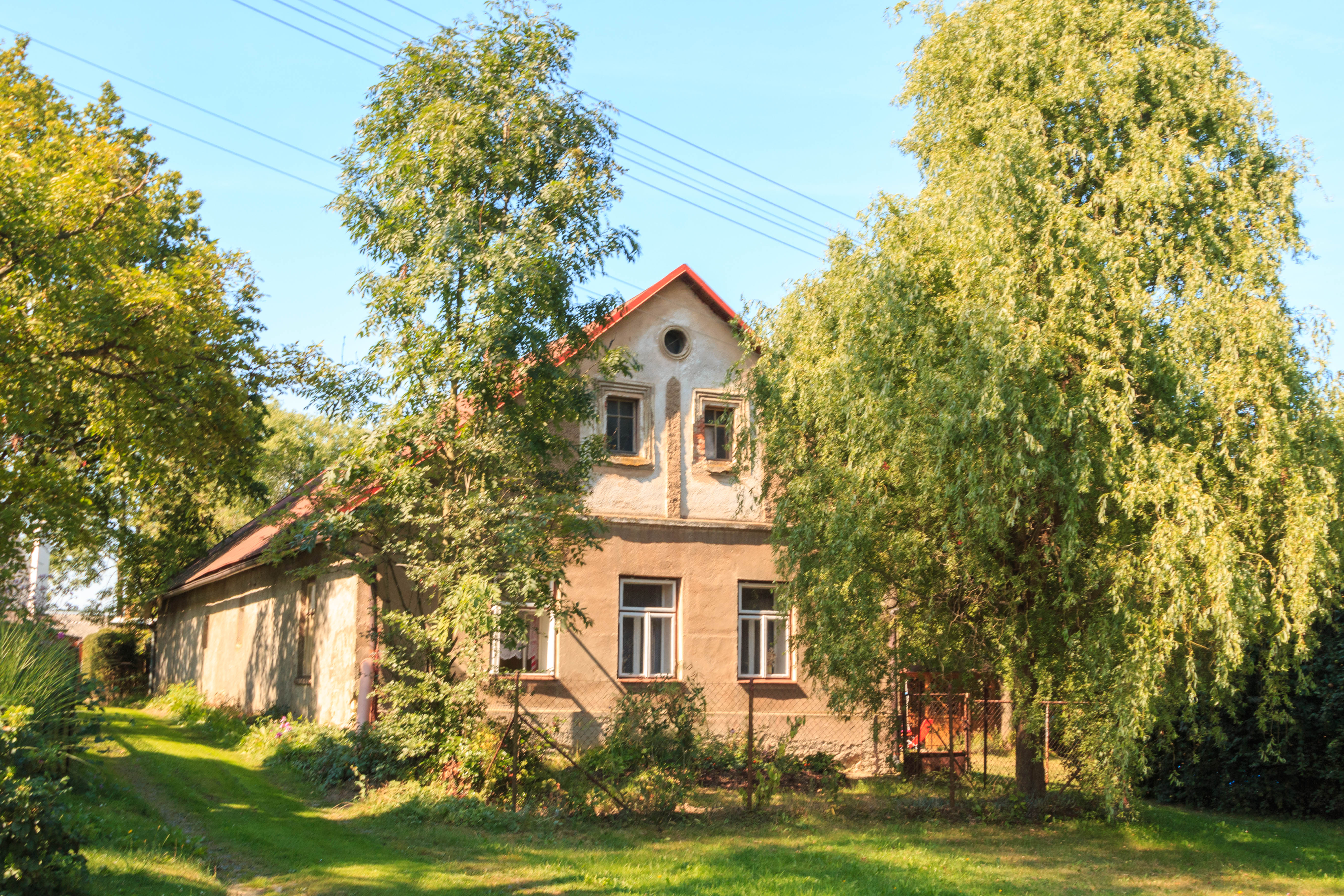
Zhoř u Skutče – čp. 16
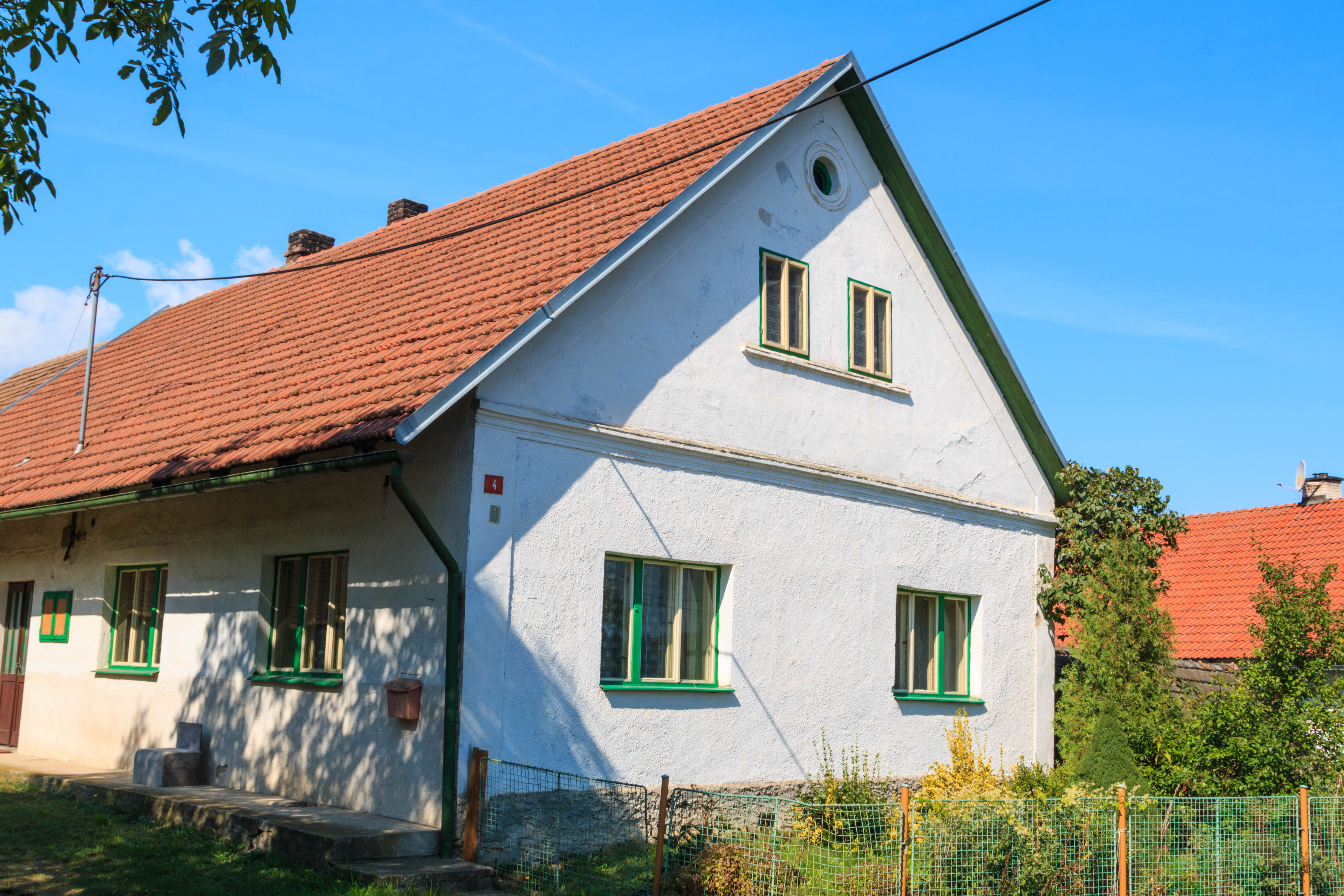
Zhoř u Skutče – čp. 4
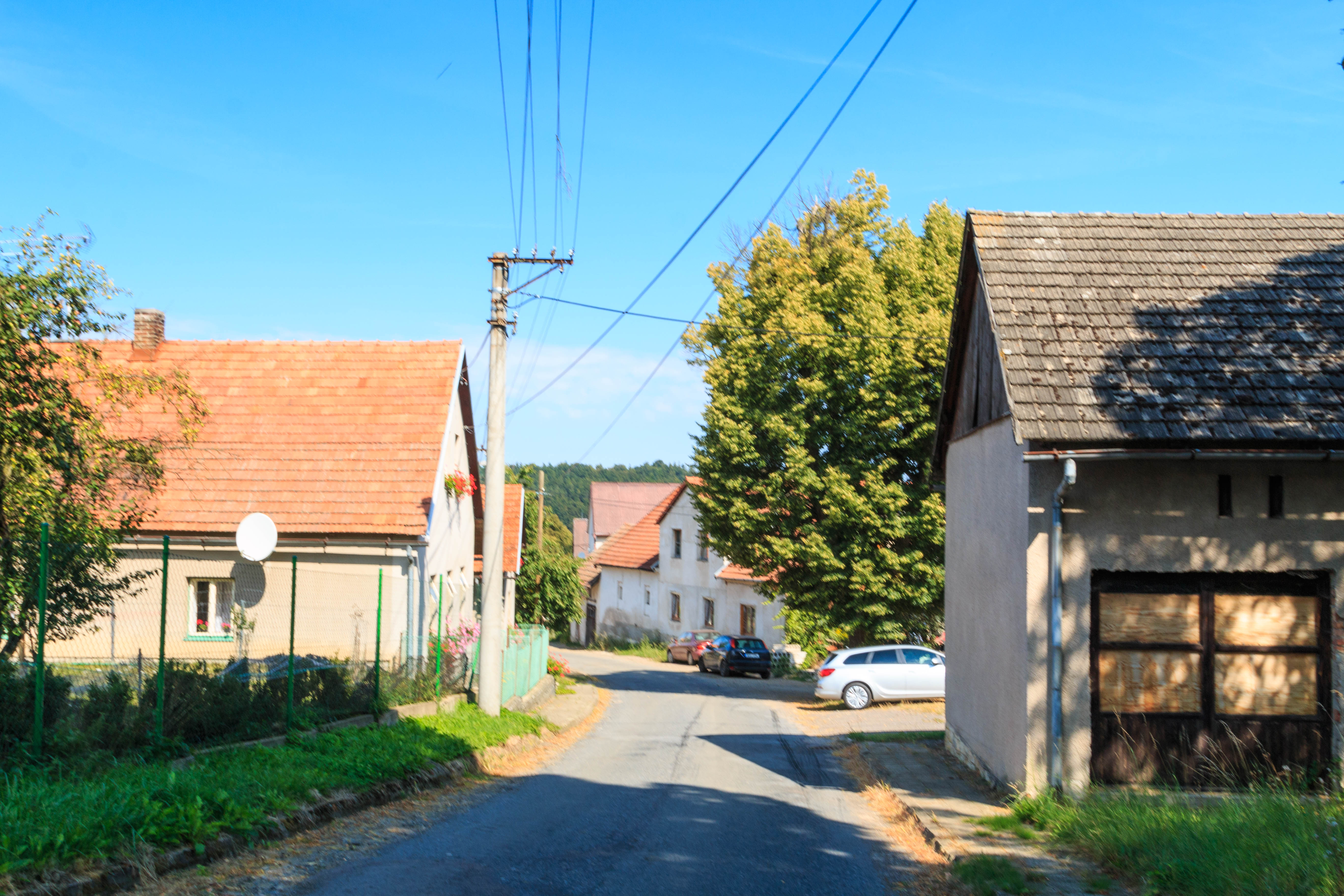
Zhoř u Skutče – čp. 26